# Mistrovství Evropy v plaveckých sportech 2016
Mistrovství Evropy v plaveckých sportech za rok 2016 proběhlo v Londýně, Spojené království ve dnech 9. až 22. května 2016.
Soutěže
- Plavání
- Skoky do vody
- Umělecké plavání